# 1569

## Události
- Cosimo I. de Medici byl povýšen na toskánského velkovévodu.
- 1. červenec – Stvrzení sjednocení Polského království a Litevského velkoknížectví Lublinskou unií

### Probíhající události
- 1558–1583 – Livonská válka
- 1562–1598 – Hugenotské války
- 1563–1570 – Severská sedmiletá válka
- 1568–1648 – Osmdesátiletá válka
- 1568–1648 – Nizozemská revoluce

## Narození
Česko
- 9. září – Jáchym Ondřej Šlik, český šlechtic († 21. června 1621)
- ? – Řehoř Rumer, rektor olomoucké univerzity († 29. září 1627)
- ? – Adam z Valdštejna, český šlechtic, nejvyšší pražský purkrabí († 1638)

Svět
- 20. ledna – Heribert Rosweyde, nizozemský jezuitský hagiograf († 4. října 1629)
- 30. července – Karel I. z Lichtenštejna, zakladatel knížecího rodu Lichtenštejnů († 12. února 1627)
- 5. září – Jiří Fridrich Hohenlohe, voják a básník († 7. července 1645)
- 20. září – Núruddín Džahángír, mughalský císař († 8. listopadu 1627)
- 18. října – Giambattista Marino, italský básník († 25. března 1625)
- 4. listopadu – Guillén de Castro, španělský dramatik a herec († 28. června 1631)
- 21. listopadu – Khanum Sultan Begum, mughalská princezna a dcera císaře Akbara († 1603)
- 25. prosince – Jan Bok, lužický básník, pedagog a politik († 31. října 1621)
- ? – Seathrún Céitinn, irský kněz, básník a historik († 1644)
- ? – Ambrosio Spinola, italský generál sloužící ve španělské armádě († 25. září 1630)

## Úmrtí
Česko
- 14. června – Jan III. Popel z Lobkovic, český šlechtic, nejvyšší hofmistr a nejvyšší dvorský a zemský sudí Českého království (* 1490)
- 13. prosince – Matěj Červenka, biskup Jednoty bratrské (* 21. února 1521)
- ? – Vilém Trčka z Lípy – příslušník českého šlechtického rodu (* 1532)

Svět
- 13. března – Ludvík I. de Condé, princ z rodu Bourbonů, vůdce hugenotů (* 7. května 1530)
- 10. května – Svatý Jan z Avily, římskokatolický kněz a teolog (* 6. ledna 1500)
- 1. září – Marie Temrjukovna, ruská carevna, druhá manželka Ivana IV. Hrozného (* 1544)
- ? – Mikołaj Rej, polský renesanční básník a spisovatel, kalvínský teolog (* 4. února 1505)

## Hlavy států
Jižní Evropa
- Iberský poloostrov
  - Portugalské království – Šebestián I. (1557–1578)
  - Španělské království – Filip II. (1556–1598)
- Itálie
  - Papež – Pius V.

Západní Evropa
- Francouzské království – Karel IX. (1560–1574)
- Anglické království – Alžběta I. (1558–1603)
- Skotské království – Jakub VI. (1567–1625)

Severní Evropa
- Dánské království – Frederik II. (1559–1588)
- Švédské království – Jan III. (1568–1592)

Střední Evropa
- Svatá říše římská – Maxmilián II. (1564–1576)
  - České království – Maxmilián II. (1564–1576)
  - Arcibiskupství brémské – Jindřich III. (1567–1585)
- Polské knížectví – Zikmund II. August (1548–1572)
- Uherské království – Maxmilián II. x Jan Zikmund Zápolský (1540–1571)

Východní Evropa
- Moldávie – Bohdan (1568–1572)
- Valašsko – Alexandr II. Mircea (1568–1574)

Blízký východ a severní Afrika
- Osmanská říše – Selim II.
- Marocké království – Abdallah al-Ghalib (1557–1574)

Afrika
- Habešské císařství – Sarsa Dergel
- Songhajská říše – Askia Daoud